# Корнеліано-д'Альба
Корнеліано-д'Альба (італ. Corneliano d'Alba, п'єм. Cornian) — муніципалітет в Італії, у регіоні П'ємонт,  провінція Кунео.
Корнеліано-д'Альба розташоване на відстані близько 490 км на північний захід від Рима, 45 км на південний схід від Турина, 55 км на північний схід від Кунео.
Населення — 2149 осіб (2014).
Покровитель — Sant'Anna.

## Демографія
Населення за роками:

Станом на 1 січня 2023 року в муніципалітеті офіційно проживало 195 іноземців з 34 країн, серед них 88 громадян країн Євросоюзу та 1 громадянин України.

## Сусідні муніципалітети
- Альба
- Бальдіссеро-д'Альба
- Гуарене
- Монтальдо-Роеро
- Монтічелло-д'Альба
- Піобезі-д'Альба
- Соммарива-Перно
- Вецца-д'Альба